# Parastrangalis potanini
Parastrangalis potanini là một loài bọ cánh cứng trong họ Cerambycidae.